# Bruno Pontecorvo

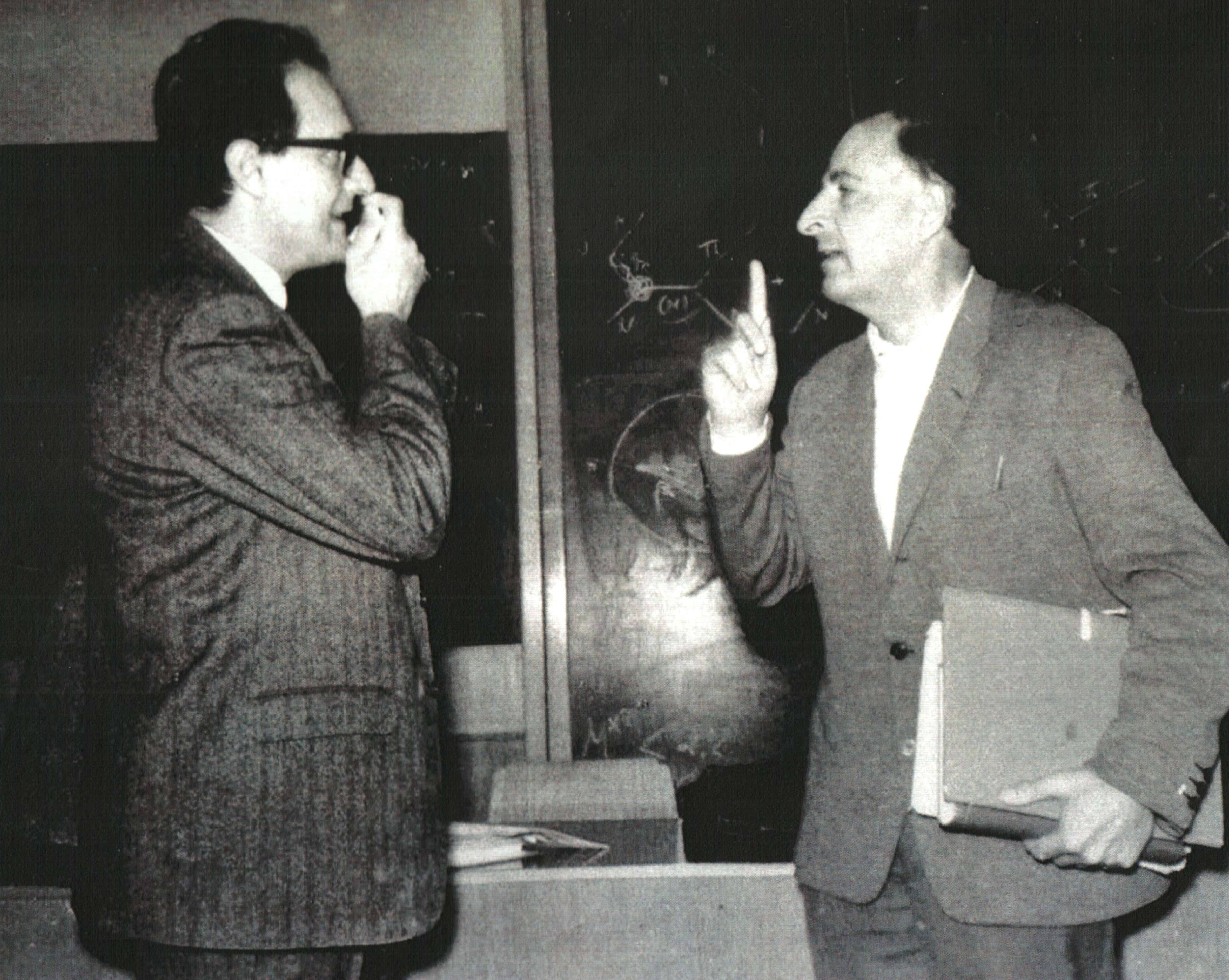
Bruno Pontecorvo (rechts) in einer Diskussion

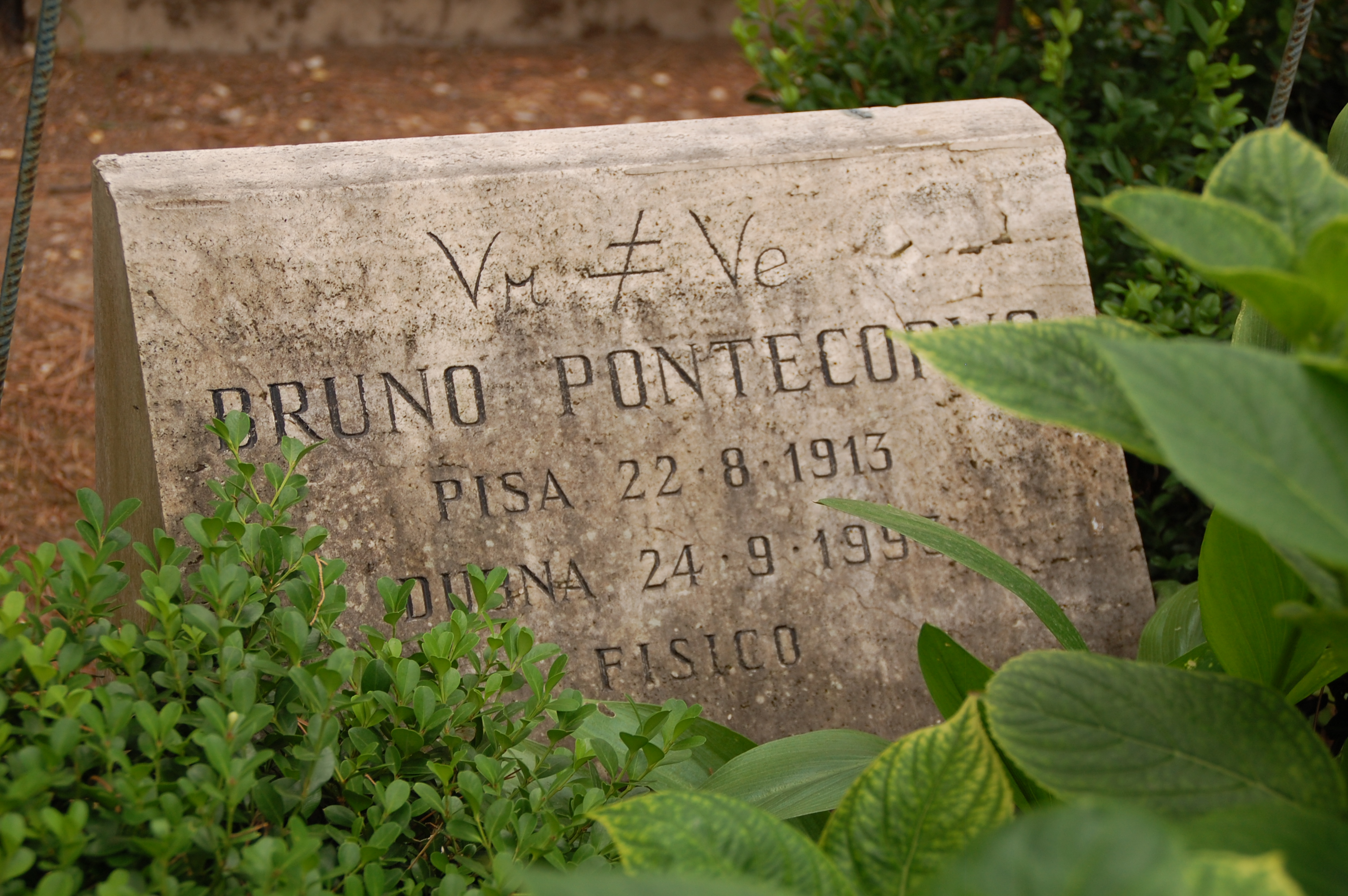
Der Grabstein von Bruno Pontecorvo in Rom trägt die Aufschrift (Myon-Neutrino ist ungleich Elektron-Neutrino).

Bruno Pontecorvo (* 22. August 1913 in Pisa; † 24. September 1993 in Dubna, Russland) war ein italienischer Physiker. Er machte bedeutende Forschungen im Bereich der Neutrinos.

## Leben
Pontecorvo, der aus einer reichen jüdischen Familie in Pisa stammte, war der Bruder des Genetikers Guido Pontecorvo (1907–1999) und des Regisseurs Gillo Pontecorvo. Er studierte in Rom und gehörte dort in den 1930er Jahren zur Gruppe von Physikern um Enrico Fermi, wo er eines der jüngsten Mitglieder war und ein enger Mitarbeiter und Freund von Fermi wurde. Er war an Fermis Experimenten mit langsamen Neutronen beteiligt. Ab 1936 arbeitete er in Paris im Labor von Irène Joliot-Curie und Frédéric Joliot-Curie über Kernphysik. In Paris wandte er sich auch dem Sozialismus zu. Als die deutsche Besatzung drohte, floh er 1940 aus Frankreich über Spanien in die USA. Dort entwickelte er für eine Ölfirma in Tulsa ein Bohrloch-Untersuchungsverfahren mit Neutronenbestrahlung.
Wegen seiner sozialistischen Überzeugung durfte er nicht am Manhattan Project mitwirken, er war aber ab 1943 im Montreal Laboratory in Kanada, wo er am Entwurf von Kernreaktoren arbeitete, über kosmische Höhenstrahlung, dem Zerfall des Myons und Neutrinos. 1948 wurde er britischer Staatsbürger und ging auf Einladung von John Cockcroft ans AERE in Harwell, wo er unter Egon Bretscher (1901–1973) in der Kernphysik-Abteilung war. 1950 wurde er Professor für Physik an der University of Liverpool.
Am 31. August 1950 verschwand er, ohne Freunden und Bekannten Bescheid zu sagen, plötzlich mit seiner Frau und seinen drei Kindern aus einem Urlaubsaufenthalt in Rom und ging über Stockholm und Finnland in die Sowjetunion. Man vermutete im Westen einen ähnlichen Spionagefall wie bei Klaus Fuchs, Pontecorvo hatte aber nur sehr beschränkt Zugang zu geheimen Informationen in westlichen Atombombenprojekten. Pontecorvo meldete sich erst 1955 in der sowjetischen Prawda zurück und forderte westliche Wissenschaftler auf, nur noch an einer zivilen Atomenergienutzung zu forschen. Den Rest seines Lebens verbrachte er mit seiner Familie in Russland, wo er große Privilegien genoss und 1993 verstarb. Er verließ die Sowjetunion erst wieder 1978 bei einem Besuch in Italien. Zuletzt litt er an der Parkinson-Krankheit. Seine Asche liegt auf eigenen Wunsch zur Hälfte in Rom auf dem Protestantischen Friedhof, zur Hälfte in Dubna begraben.
Pontecorvo war in der Sowjetunion am Vereinigten Institut für Kernforschung (JINR) in Dubna tätig.
1953 erhielt er den Stalinpreis. 1958 wurde er korrespondierendes und 1964 Vollmitglied der Sowjetischen Akademie der Wissenschaften. Er erhielt zweimal den Leninorden, 1963 den Leninpreis.
Pontecorvo war einer der Ersten, der die Möglichkeit der Beobachtung von Neutrinos ins Auge fasste und ebenso von Neutrinooszillationen. 1946 schlug er eine Methode vor, Antineutrinos aus Reaktoren zu beobachten; eine Methode, mit der Frederick Reines und Clyde Cowan 1956 das Neutrino entdeckten. Reines erhielt dafür 1995 den Nobelpreis. 1959 schlug er eine Methode der Beobachtung des Myon-Neutrinos vor, was 1962 Jack Steinberger, Melvin Schwartz und Leon Max Lederman gelang, die dafür 1988 den Nobelpreis erhielten. 1957 erwog er die Idee von Neutrinooszillationen, was eines seiner Hauptinteressensgebiete wurde. Auch sie wurden in den 1980er und 1990er Jahren experimentell bestätigt. 1969 schlug er mit Wladimir Gribow die Möglichkeit der Leptonenzahlverletzung über einen Majorana-Massenterm der Neutrinos vor und sie wandten das auf das Problem der solaren Neutrinos an.
Seit 1995 wird der Bruno-Pontecorvo-Preis für Elementarteilchenphysik durch das JINR verliehen.
2011 wurde der Asteroid (13197) Pontecorvo nach ihm benannt.